# Robben Island
Robben Island (Afrikaans Robben Eiland) er en ø i Table Bay, ud for kysten, 12 km fra Kapstaden i Sydafrika. Navnet er hollandsk for "sæløen" . (Tilfældigvis er "Sæløen" en anden ø i den nærliggende False Bay.) Robben Island er omtrent oval; den er 3,3 km lang og 1,9 km bred. Robben Island er mest kendt for at have været fængsel for bl.a. Nelson Mandela, der sad fængslet der i 18 af de 27 år, han var fængslet.

## Tidlige historie
Robben Island blev beboet for tusinder af år siden af stenalderfolk. På det tidspunkt var vandstanden i verdenshavene markant lavere end nu og folk kunne derfor gå til øen, der dengang var en flad bakke. Henimod slutningen af den sidste istid resulterede smeltningen af iskapperne i, at vandstanden steg og området omkring bakken blev oversvømmet. Siden slutningen af det 17. århundrede har øen været brugt til at isolere bestemte personer – primært fanger – og blandt de første indbyggere var politiske ledere fra hollandske kolonier fx Indonesien.
Fra 1836 til 1931 blev øen brugt som spedalskhedskoloni.

## Nyere historie
I det 20. århundrede blev øen berygtet som fængsel for politiske fanger under apartheidregimet. Berømte indsatte var Nelson Mandela, Walter Sisulu, Tokyo Sexwale, Govan Mbeki, Dennis Brutus og Robert Sobukwe. Under fængselstiden var sikkerheden meget høj og der var adgang forbudt for næsten alle civile, heriblandt fiskere. Brugen af øen som fængsel blev besværliggjort af mangel på ferskvand. Der blev boret efter vand i første halvdel af det 20. århundrede, men brøndene blev ødelagt af indtrængende saltvand. Først da der blev lagt et rør på havbunden fra Kapstaden, der kunne føre vand over fra fastlandet, var problemet løst.

## Turisme
Fængslet på Robben Island åbnede som turistattraktion i januar 1997. Transporten til og fra øen sker med samme båd, som i sin tid transporterede fangerne frem og tilbage. Et besøg på øen starter med en guidet rundvisning i fængslet, hvor Mandelas celle bl.a. kan ses. Dernæst en bustur øen rundt med stop ved pingvinkolonien inden turen atter går med båden tilbage til Kapstaden.

## Dyreliv
Da hollænderne ankom til øen for ca. 400 år siden var de eneste større dyr sæler og fugle. Omkring 1960 bragte chefen for fængslet antiloper og kæmpeskildpadder til øen. Antiloperne levede naturligt på fastlandet, mens skildpadderne stammede fra den zoologiske have i Kapstaden. Det er usikkert om disse dyr stadig lever på øen. Der findes, som nævnt ovenfor, en koloni af brillepingviner på Robben Island.

## Eksterne link
- Robben Island Museum
- Google satellite map of the island

33°48′18″S 18°22′12″Ø / 33.805°S 18.37°Ø